# Cerkev sv. Petra, Črnomelj
Župnijska cerkev sv. Petra v Črnomlju je prvič omenjena ob ustanovitvi župnije Črnomelj 12. oktobra 1228. V sedanji podobi je od prve polovice 18. st., ko so porušili stari prezbiterij in postavili novega s kupolo ter obokali ladjo s po tremi stranskimi kapelami. 
Zvoniku so baročno čebulasto streho v drugi polovici 19. st. zamenjali z neogotsko, sv. Krištof na fasadi zvonika pa je delo Josefine Verderber-Kreuzer (1926-2011), rojene v Stražnjem Vrhu. V cerkveno zunanjo fasado so vzidani ostanki starih rimskih spomenikov.
Kamnita stranska oltarja so sredi 20. st. prenesli iz Mengša. Na stranski oltar sv. Marija z detetom Jezusom sta še nadangela Mihael in Rafael. Na stranskem oltarju sv. Florijana sta še kipa sv. bratov Cirila in Metoda, ki ju je leta 1895 za oltar v cerkvi Svetega Duha izdelal metliški podobar Jernej Jereb po naročilu duhovnika Jakoba Starihe (1813-97), ki je bil doma iz Črnomlja.
Na stenah so se ohranili štirje posvetilni križi, naslikani v obliki križa nemškega viteškega reda, ki mu je bila že v 13. stoletju izročena duhovna oskrba Bele krajine.
Štirinajst postaj križevega pota je leta 1990 naslikal Izidor Molè po predlogi Leopolda Layerja.
Barvna okna v cerkveni ladji so tirolsko delo iz 19. st. Upodobljena sta sv. Frančišek Asiški in sv. Terezija Avilska, prenoviteljica reda karmeličank. Ob oknu sv. Terezije sta kipa sv. Ane (Marijina mati) in sv. Barbare, zavetnica rudarjev. Ob oknu sv. Frančiška sta kipa sv. Valentina (z božjastnim dečkom, ki ga je ozdravil) in sv. Janez Nepomuk (zavetnik spovednikov). Kipe je izdelal Janez Vurnik, ki je leta 1896 tudi prenovil nekdanji glavni oltar. Oltarna slika nekdanjega oltarja prikazuje Jezusa, ki izroča ključe nebeškega kraljestva apostolu Petru, in je delo Jurija Tavčarja (1812−1895) iz Ljubljane. Ohranjeni so še oltarni kipi sv. Avguština, sv. Antona Puščavnika, sv. Alojzija Gonzaga in sv. Urha (v rokah bi moral držati ribo in škofovsko palico). Ta oltar je bil odstranjen že pred 2. sv. vojno. 
Po drugi svetovni vojni je bil v župnijsko cerkev postavljen glavni oltar iz bolnišnične cerkve v Ljubljani, ki je bila pozneje porušena. Ob zadnji prenovi župnijske cerkve je bil ta oltar umaknjen. Križ s Križanim ter sv. Marijo in sv. Janezom iz bolnišnične cerkve v Ljubljani je bil tedaj prenesen v kapelo v Gotenici.
Pri vhodu sta dve barvni okni iz leta 2010. Upodobljena sta blaženi Alojzij Grozde, prvi Slovenec, razglašen za mučenca, in Friderik Baraga, kaplan v Metliki, nato pa misijonar med Indijanci v Severni Ameriki.
Kropilna kamna je po načrtu podobarja Janeza Vurnika starejšega iz Radovljice izdelal kamnosek Jakob Zearo iz Gradca leta 1897.
Orgle na koru so Goršičevo delo iz leta 1882, ko so tudi podaljšali kor in ga podprli z železnimi nosilci.
Zakristijska omara je delo mizarjev Valentina in Jožefa Malneriča (1897). Nad zakristijo je oratorij (»viktorija«).
Kamniti krstni kamen je prvotno stal pri glavnem vhodu, pozneje pa bil vzidan v steno zakristije in sedaj ne služi svojemu namenu. V kotu prostora pred zakristijo se vidi vogal stare zunanje fasade izpred baročne prenove v 18. st.
V župnijski cerkvi je ohranjen nagrobnik viteza nemškega viteškega reda grofa Janeza Krištofa pl. Schallenberga (1657-1689), ki je v Črnomlju opravljal službo predstojnika (komturja). Med njegovimi predniki so tudi gospodje Črnomaljski, potomec te rodbine pa je tudi avstrijski kancler Alexander Schallenberg.
Latinski napis na nagrobniku Mateja Zaharije Palmburga pravi, da je umrl 63-leten 30. januarja 1634, spomenik mu je postavila žena Katarina. Valvasor omenja Palmburge kot že nekdanje lastnike črnomaljskega gradu, potem ko so se gospodje Črnomaljski preselili v Zgornjo Avstrijo.
S kamnito ploščo sredi cerkvene ladje je pokrit vhod v obokano grobnico, kjer je bilo v 18. stoletju pokopanih kak ducat oseb. 
Zadnja obnova župnijske cerkve se je začela leta 2012 po načrtih arhitektke Vere Klepej Turnšek. Kamniti tlak v cerkvi je izvirni baročni in obnovljen, potem ko sta bili odstranjeni dve plasti mlajših tlakov. Hrastove klopi in spovednici so bile narejene leta 2012 po vzoru starih. V prezbiteriju je bil postavljen mozaik p. Marka Rupnika.
Leta 2021 je bila Župnija Črnomelj uspešna na razpisu Ministrstva za kulturo s projektom obnove zunanjščine župnijske cerkve sv. Petra.